# SNK
주식회사 SNK(일본어: 株式会社SNK, 영어: SNK Corporation)는 일본의 비디오 게임 하드웨어 및 소프트웨어 제작사이다. 현 SNK 게임 브랜드와 아케이드 및 가정용 게임 플랫폼 네오지오의 소유사이다. 대표작으로 격투 게임 시리즈 《더 킹 오브 파이터즈》, 《아랑전설》, 《용호의 권》, 《사무라이 쇼다운》 등이 있고 그 외에 《이카리 워리어즈》, 《메탈슬러그》 등 각종 장르를 망라하는 아케이드 게임들을 출시했다.
1973년 카와사키 에이키치가 창립한 회사 신일본기획(新日本企画)이 시초로, 이후 1981년 경부터 비공식적으로 약칭인 'SNK'를 이름으로 사용하다 1986년에 공식 사명으로 변경했다. 1990년 네오지오 아케이드 기판을 제작해 배급한 것을 시작으로 1990년대 전반에 걸쳐 전세계에 아케이드 하드웨어와 소프트웨어를 수출했다. 2001년 재정난으로 파산을 신청했고 직후 카와사키가 설립한 회사 플레이모어가 SNK의 자산을 물려받아 제작을 계속했다. 2003년에 다시 사명을 SNK 플레이모어로 바꾸면서 콘솔 및 PC 게임과 파치슬롯으로 시장을 확장했다. 2016년 12월 1일에는 다시 이름에서 '플레이모어'가 사라진 원사명으로 복귀했다.

## 역사

### 1973–1981: 신일본기획

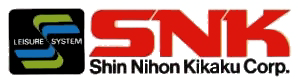
신일본기획이 1978년에 사용한 로고와 1982년부터 1986년까지 사용한 새 로고.

1973년 일본의 기업가 카와사키 에이키치가 신일본기획을 설립하면서 SNK의 역사가 시작됐다. 1978년에 주식회사로 전환했으며 당시 선풍을 끌던 아케이드 게임 붐을 타 비디오 게임으로 사업을 확장했다. 1980년 경에 신일본기획은 자사의 영어 철자를 딴 'SNK'를 브랜드명으로 사용하기 시작했다.
SNK가 이 때에 개발한 게임으로는 종형 슈팅 게임 《오즈마 워즈 (1979)》와 미로 게임 《사파리 랠리 (1980)》가 있으며, 미국 배급사 센추리를 통해 배급한 횡형 슈팅 게임 《뱅가드 (1981)》를 시작으로 본격적으로 명성을 떨치기 시작했다. 1981년에는 SNK 일렉트로닉스 코퍼레이션 (SNK Electronics Corporation)이라는 이름의 공식 미국 지사를 설립했다.

### 1986–2001: 주식회사 SNK
1986년 4월 공식적으로 사명을 SNK로 변경했다. 1986년 11월 미국 지사였던 SNK 일렉트로닉스 코퍼레이션은 SNK 코퍼레이션 오브 아메리카(SNK Corporation of America)로 사명을 변경하고 지사 위치를 캘리포니아 서니베일로 옮겼다. 1988년 3월 SNK 본사는 오사카 스이타시의 건물로 이사했다.
이 시점에서 SNK 일본 본사는 아케이드를 위주로 한 게임 개발 및 라이센싱 사업을 주력으로 삼기 시작했다. 1979년부터 1986년까지 SNK는 23종의 자사 개발 아케이드 게임들을 제작해 판매했다. 이 당시 대표작으로는 《매드 크래셔 (1984)》, 《알파 미션 (1985)》, 《아테나 (1986)》가 있다. 이 중 《아테나》는 오락실에서의 인기로 1987년 패밀리 컴퓨터로 이식됐다. 이 시기 SNK 최고의 히트작은 1986년 런 앤 건 게임 《이카리 워리어즈》로, 이후 각종 배급사들이 라이센스를 구입해 패밀리 컴퓨터, 아타리 2600, 아타리 7800, 코모도어 64, 코모도어 아미가, 암스트래드 CPC, 애플 II, ZX 스펙트럼 등 각종 가정용 게임기 및 컴퓨터로 이식판이 출시됐다. 이후 후속작 《빅토리 로드》와 《이카리 III》가 연달아 출시됐다.
그리고 이 시기에 SNK는 게임이라면 닥치는 대로 만들어내기 시작했으며 장르를 가리지 않고 마구 만들어 냈다. 심지어는 스포츠 게임인 《골드 메달리스트》를 만들기도 했다.
1983년 북미에서의 비디오 게임 시장 위기는 일본에도 여파가 미쳤는데, 이 때 SNK는 가정용 게임기 제작사 닌텐도와의 계약으로 패밀리 컴퓨터 기종의 서드파티 개발사가 됐다. 미국 캘리포니아 토런스에 두 번째 미국 지사 SNK 홈 엔터테인먼트 (SNK Home Entertainment)를 설립해 자사의 가정용 게임들을 북미에 수출했다. 이 당시 존 로는 SNK 북미 지사장직을 그만두고 배급사 트레이드웨스트를 차렸기 때문에, 당시 아시아 외 지역의 네오지오 판매에 기여한 폴 제이콥스가 북미 SNK 지사장을 뒤이어 맡게 됐다.
SNK의 패밀리 컴퓨터 이식작이 공전의 인기를 누리자 가정용 게임기를 겨냥해 제작된 SNK 게임들도 개발하게 됐다는데, 이 당시 패밀리 컴퓨터로 발매된 SNK 게임으로 《베이스볼 스타즈 (1989)》와 《크리스탈리스 (1990)》가 있다. 1989년부터 북미 시장에 세가의 메가 드라이브 (북미 명칭 세가 제네시스)와 허드슨 소프트의 PC 엔진 (터보그래픽스16) 두 기종이 발매했고, 1991년에는 닌텐도가 뒤따라 슈퍼 패미컴 (슈퍼 닌텐도 엔터테인먼트 시스템)을 출시했지만, SNK는 가정용 게임기 제조사들이 서로 앞다퉈 독점작을 출시해 선점율을 노리는 이른바 '콘솔 전쟁'에는 참여하지 않고 아케이드 시장에 머물렀다. 대신 롬스타나 타카라와 같은 서드파티 회사들이 SNK 게임의 라이센스를 획득해 가정용 이식판을 개발해 출시했다.

1988년부터 2001년까지의 SNK 로고 및 슬로건

1988년, SNK는 아케이드용으로 쓰일 모듈 캐비넷을 고안했다. 이 당시까지만 해도 아케이드 기판마다 하나의 게임만 포함해 발매해서 오락실 운여자가 게임을 교체하기 위해선 캐비넷 내부를 완전히 바꾸거나 타 게임에 맞는 캐비넷 자체를 구입해야 했다. SNK가 제작한 네오지오 멀티 비디오 시스템 (네오지오 MVS)은 게임이 든 카트리지를 장착할 수 있는 시스템을 장착해 한 캐비넷 안에 여러 개의 게임을 동시에 넣을 수 있었다. 네오지오 시스템은 1990년 캐비넷 종류에 따라 하나, 둘, 넷, 혹은 여섯 개의 게임을 담을 수 있는 형태로 정식으로 발매됐다. 네오지오 시스템을 가진 오락실 운영자는 게임 카트리지를 시스템에서 빼고 꽂는 것만으로도 새로운 게임을 오락실에 도입할 수 있었다. MVS에 쓰이는 게임 카트리지는 당시 평균 게임 가격의 절반인 미화 $500로, 저렴한 가격과 공간을 적게 차지하는 간소한 캐비넷 디자인으로 환영을 받아, 네오지오 MVS 기판 및 캐비넷은 곧 SNK 최고의 판매제품이 됐다.
본래 아케이드용으로 출시됐던 네오지오 시스템은 이후 SNK의 제품군으로 확장돼, MVS의 가정용 제품판인 네오지오 어드밴스드 엔터테인먼트 시스템 (네오지오 AES)이 뒤이어 발매됐다. AES는 본래 호텔에서 대여할 수 있는 제한적인 방식으로만 출시됐으나 이후 소비자층의 수요가 치솟으면서 가정에서 직접 사용할 수 있는 제품으로 정식 발매했다. 당시 미화 $599로 판매됐던 네오지오 AES는 다른 가정용 게임기와 비교했을 때 소비자가격이 비싼 단점이 있었으나 그에 합당할만큼 상당히 미려한 그래픽과 풍성한 소리를 제공하는 이점이 있었다.
이외에 SNK가 발매한 기종으로 네오지오 시스템의 게임을 CD 포맷에 담는 네오지오 CD, 3D 그래픽을 지원하는 하이퍼 네오지오 64, 휴대용 게임기 네오지오 포켓과 네오지오 포켓 컬러가 있었다. SNK는 자사의 게임기종 이외에 타사의 게임기에도 사업을 벌여, 소니의 플레이스테이션과 세가의 세가 새턴 및 드림캐스트 등에도 전용 게임을 출시했다.
그리고 그 동안 게임이라면 닥치는 대로 만들어냈던 과거를 활용하기로 했는데 그 동안 만들었던 게임들 중 일부를 합친 격투 게임을 만들기로 했다. 그래서 만들어진 게임이 역사에 길이 남을 명작 게임인 《KOF 94》이며, 이 게임은 대전격투게임에 큰 센세이션을 일으켰다.
한편 1990년대 후반, SNK의 주력이었던 2D 대전 격투 게임 시장이 하향세에 접어들기 시작했다. SNK의 가정용 제품 네오지오 CD과 3D 아케이드 기판 하이퍼 네오지오 64 모두 저조한 성적을 거두고, 휴대용 게임기 네오지오 포켓 컬러는 닌텐도의 게임보이 컬러에 밀려 저조한 점유율을 보였다. 이후 SNK 경영부가 요코하마 코스모월드에서 주최한 '네오지오 월드 도쿄 베이사이드' 사업 또한 상업적 실패를 기록했다.

### 2001-2003: 파산 및 플레이모어
2000년부터 격투 게임과 아케이드 시장이 축소돼 기업 경영이 악화됐다. 2000년 1월에는 파친코 제작 회사 아르제가 인수해 SNK 게임에 기반한 파친코 기계들을 발매했다.
불투명한 회사의 미래로 종업자 대부분이 캡콤과 딤프스를 포함한 타 일본 게임 개발사로 이직했으며, 남은 직원들은 자회사 브레자소프트를 결성해 《더 킹 오브 파이터즈 2001》같은 게임 제작을 이어나갔다. 창업자 카와사키 에이키치는 2001년 8월 1일 SNK에서 분리해 플레이모어를 설립했다. 2001년 10월 30일, SNK가 공식적으로 파산을 신청했으며 자사의 IP들을 경매에 올렸다. 이 당시 일부 한국 기업들이 라이센스를 획득했는데, 《더 킹 오브 파이터즈 2001》와 《더 킹 오브 파이터즈 2002》를 배급한 이오리스와 《메탈슬러그 4 (2002)》를 제작해 발매한 메가 엔터프라이즈가 이들에 해당한다.
2001년 10월 30일, 카와사키 에이키치의 회사 플레이모어가 경매에서 성공해 SNK의 IP를 다시 획득했으며 구 SNK 직원들이 세운 브레자소프트, 네오지오 게임을 개발했던 노이즈 팩토리, 1980년대 후반부터 SNK와 협력했던 ADK 등을 흡수해 개발인원을 확보했다. 2002년 10월, 카와사키는 아르제가 플레이모어가 SNK를 다시 인수한 이후에도 SNK의 자산을 이용한 게임들을 제작했다는 이유로 620억 엔의 보상금을 요구하는 저작권 침해 소송을 걸었다. 2004년 도쿄 법원이 플레이모어의 주장을 받아들여 플레이모어에게 562억 엔의 보상금을 지급하라는 판결을 내렸다.
2003년 7월 아즈레로부터 SNK 명의를 사용할 수 있는 권리를 획득해 사명을 'SNK 플레이모어'로 변경했다.

### 2003-2016: SNK 플레이모어

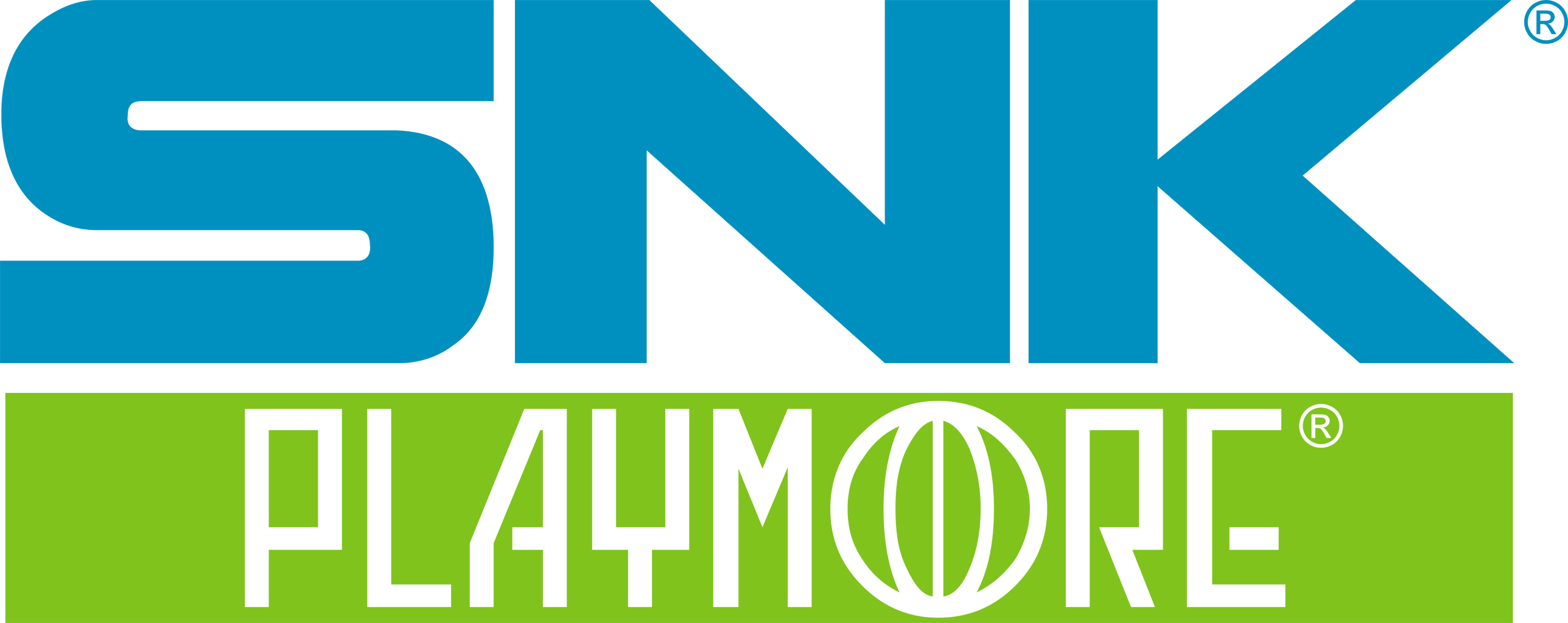
2003년부터 2016년까지의 SNK 플레이모어 로고.

2003년 말 SNK 플레이모어는 네오지오 지원 중단을 발표하고 사미의 아토미스웨이브같은 타사의 아케이드 기판 위주로 제작하는 것으로 계획을 수정했다. 2004년, SNK 플레이모어는 파칭코 슬롯머신 제작 승인을 공식적으로 받아 이듬해인 2005년을 시작으로 《메탈슬러그》와 같은 기존 게임에 기반하거나 《드래곤 갈》같은 신규 IP를 활용한 파칭코 제작에 약 10년 동안 집중적으로 투자했다.
2006년 9월에 열린 도쿄 게임 쇼에서 아토미스웨이브 기판으로 게임을 제작하는 것을 중지하고 대신 타이토의 타입 X2 플랫폼으로 아케이드 게임을 개발할 것이라고 발표했다. 그 외에 콘솔 및 휴대용 게임기로 전용 게임을 개발해, 플레이스테이션 2, 닌텐도 DS, 휴대 전화를 포함한 플랫폼으로 다수 게임을 발매했다. 이 때 출시한 타이틀로 플레이스테이션 2로 발매한 네오지오 게임 합본 《네오지오 온라인 컬렉션》이나 3D 격투 게임 《KOF: 맥시멈 임팩트》이 있다.

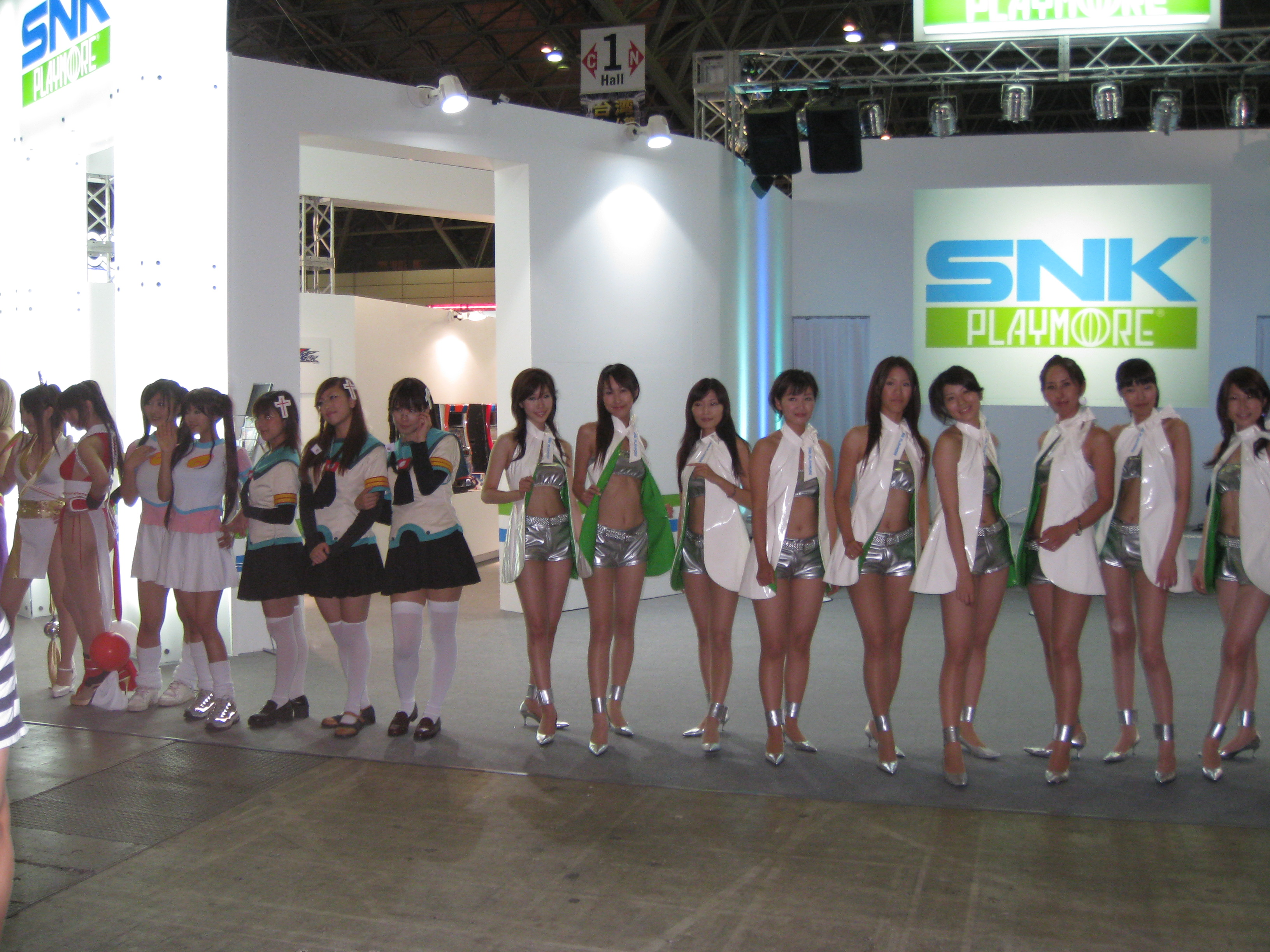
2007년 TGS의 SNK 전시회에서 회사 마스코트로 분장한 두 명의 홍보 모델들. 가장 왼쪽은 시라누이 마이의 코스프레.

2007년 《아랑전설 스페셜》을 시작으로 SNK 플레이모어 USA는 엑스박스 라이브 아케이드로 게임을 출시하기 시작했다. 닌텐도의 디지털 플랫폼 버추얼 콘솔을 통해서도 《아랑전설》, 《용호의 권》, 《월드 히어로즈》와 같은 자사의 네오지오 게임들을 출시했다. 2007년에는 엑스박스 라이브 아케이드판 《네오지오 배틀 컬리시엄》을 출시했으며 닌텐도 DS로 성인용 게임 프랜차이즈 《두근두근 마녀 신판!》을 제작했다. 2009년 시리즈 내의 그래픽을 HD로 강화한 《더 킹 오브 파이터즈 XII》를 출시했으나 부족한 컨텐츠로 인해 좋지 않은 평가를 받았다. 2010년에 발매된 후속작 《더 킹 오브 파이터즈 XIII》는 전작과는 대조적으로 호평을 받았다.
2009년부터 SNK는 모바일 게임을 다수 제작했으며 일부 게임들은 중국을 비롯한 아시아 국가 기반 회사에 판권을 판매해 제작됐다.
2012년 12월, SNK 플레이모어는 휴대용으로 제작된 복각 콘솔 네오지오 X를 출시했다. 그러나 2013년 10월 2일, 제조사였던 톰모와 판권 계약을 파기하면서 1년도 채 지나기 전에 콘솔 제작이 중단됐다. 톰모 측은 원래 계약기간이 2016년까지였다고 밝히며 계약 내의 사항을 모두 준수해 문제가 없었다며 해당 결정에 공개 서면으로 항의했다.
2013년 6월, 로마에 위치한 비디오 게임 박물관 VIGAMUS에 SNK의 역사를 다루는 전시전이 개최됐다. 케이 야마모토, 토미타 키요지, 에이스케 오구라 등 SNK 소속 개발자들이 해당 전시전에 참가해 인터뷰에 응했으며 오구라는 박물관 전시를 위한 삽화 두 장을 그렸다.

### 2016-현재: 해외의 지분 인수 및 브랜드 복귀
2015년 3월, 홍콩의 게임 회사 Leyou는 홍콩 증권거래소에 제출한 보고서에서 "특출난 일본 게임 개발사에 대한 투자 가능성"을 명시했다. 이후 8월, 중국 웹 및 모바일 게임사 37게임스와 자산관리사 오리엔트 보안이 서로 협력해 Leyou의 자회사 레도 밀레니엄에 합작투자할 것이라고 발표했다. 이 합작투자를 통해 Ledo는 카와사키의 SNK 주식 81.25%를 6350만 달러에 구입했다. 해당 거래에 대한 의도에 대해선 마블 엔터테인먼트가 IP를 관리하는 방식을 본받아 SNK 플레이모어의 지적 자산에 대한 권리를 획득하고 개발하기 위함이라고 밝혔으며, 이후 비디오 게임, 만화, 영화, 텔레비전 프로그램을 병합한 대형 프랜차이즈를 창조할 것을 계획했다.
거래 완료 후, SNK 플레이모어는 아케이드 및 콘솔 게임 대신 파치슬롯과 모바일 게임 위주로 제작했던 기존의 회사 방침을 폐지했다. 2015년에 SNK 플레이모어는 파치슬롯 시장에서 이탈하기로 결정했다고 발표하면서 콘솔 및 모바일 게임에 집중할 것임을 명시했다. 또한 마이 시라누이, 하오마루, 나코루루, 타치바나 우쿄 등 자사 캐릭터 판권 대여를 고려할 것이라고 밝혔다. 이후 앞서 언급한 SNK 캐릭터들은 《왕자영요》를 포함한 모바일 멀티플레이어 온라인 배틀 아레나 게임에 찬조출연했다.
2016년 4월 25일, SNK는 공식적으로 '플레이모어'를 사명에서 제거할 것임을 알리고 SNK의 화려한 게임 역사로의 귀환에 대한 포부로 과거의 슬로건 "The Future is Now"를 다시 채택했다. 2016년 12월 1일, SNK 플레이모어서 SNK로의 법적 사명 변경이 완료됐다.
2020년 11월, 사우디 아라비아의 황자 무함마드 빈 살만 알사우드가 소유한 비영리 법인 Misk 파운데이션의 자회사 일렉트로닉 게임 개발사 (EGDC)가  SNK의 주식 지분 33.3%를 획득했으며, 이후 17.7%를 추가로 구매해 SNK에 대한 영업권을 소유하는 것을 목표로 하고 있다고 밝혔다.

## 자회사 및 관련 회사
- SNK 엔터테인먼트 – 2016년 2월 비디오 게임을 포함한 디지털 전용 컨텐츠를 제작하기 위해 설립.[33]
- SNK USA 코퍼레이션 – 북미 지역의 애니메이션 및 소프트웨어 배급사.
- SNK-테로 게임스 – 태국의 애니메이션 및 소프트웨어 배급사.
- SNK 홍콩 – 일본을 제외한 동아시아 하드웨어 및 소프트웨어 판촉과 캐릭터 판권 계약 담당.[34]
- SNK 베이징[12]

### 이전
- ADK – 전 네오지오 전용 게임 개발사. 2003년 파산 후 SNK가 판권 구입.
- 노이즈 팩토리 – 이전에 SNK가 소유했던 게임 개발사.
- 브레자소프트
- 유메코보

## 개발 작품
SNK는 게임 개발 초기인 1980년대에는 《이카리 워리어즈》, 《뱅가드》,  《사이코 솔저》 등의 슈팅 게임들을 주로 제작했으나, 1990년에 자사의 아케이드 기판 및 가정용 콘솔인 네오지오를 출시한 후 1991년에 해당 기종으로 발매한 《아랑전설》을 시작으로 1990년대 전체에 걸쳐 아케이드용 대전 격투 게임 시리즈를 배급했다. 또한 SNK의 자회사가 제작한 1990년대 대표작으로 나즈카 코퍼레이션의 《메탈슬러그》, ADK의 《트윙클 스타 스프라이츠》가 있다.
2001년 파산 이후 2003년 다시 SNK 플레이모어로 재설립 이후, 아토미스웨이브 및 NESiCAxLive같은 타사 아케이드 장치와 콘솔을 위주로 격투 게임 제작을 이었으며, 그 이외에 파치슬롯 및 모바일 게임으로도 사업을 확장했다.

### 개발한 게임
- 《아랑전설》
- 《용호의 권》
- 《사무라이 쇼다운》
- 《더 킹 오브 파이터즈》
- 《메탈슬러그》
- 《월화의 검사》
- 《이카리》
- 《사이코 솔저》
- 《버닝 파이트》

### 개발한 콘솔 및 기판
- 네오 지오
- 하이퍼 네오지오 64
- 네오지오 포켓
- 네오지오 포켓 컬러

## 같이 보기
- SNK 게임 목록